# Schaffhausen (Mönchsdeggingen)
Schaffhausen ist ein Gemeindeteil der Gemeinde Mönchsdeggingen im schwäbischen Landkreis Donau-Ries in Bayern.

## Geografie
Das Pfarrdorf Schaffhausen liegt 4,5 Kilometer ostsüdöstlich des Hauptortes. Durch den Ort führt die Kreisstraße DON 16, die sich am Nordrand des Dorfes mit der Kreisstraße DON 9 kreuzt.

## Geschichte
In der Gemarkung Schaffhausen sind vier Grabhügel vorgeschichtlicher Zeitstellung sowie zwei weitere Objekte in die Liste der Bodendenkmäler eingetragen.
Schaffhausen, früher „Schafhusen“, erstmals 1277 urkundlich bezeugt, war zunächst im Besitz der Herren von Thurneck und ab 1396 der Grafen von Oettingen. 1328 ging das Patronatsrecht an das Kloster Zimmern über.

## Pfarrkirche
Einziges in die Denkmalliste für Schaffhausen eingetragenes Objekt ist die Evangelisch-lutherische Pfarrkirche St. Lorenz.

## Vereine
- Freiwillige Feuerwehr
- Krieger- und Soldatenverein Rohrbach/Schaffhausen